# Antonio Gómez Cano

Antonio Gómez Cano, (Murcia, 22 de julio de 1912 — Murcia, 18 de enero de 1985) fue un pintor español de tendencia impresionista.

## Biografía
Aprendizaje
Antonio Gómez Cano nace en Murcia en una casa de la calle Alfaro, donde vivió hasta los dos años edad, cuando la familia se traslada a la casa-taller de su padre, Antonio Gómez Sandoval, situada en la calle Simón García, nº 55, del barrio murciano de Santa Eulalia (y donde viviría hasta sus primeros años de casado).
Comenzó a pintar en el taller de su padre, estudiando entre 1923-1928, en la Real Sociedad Económica de Amigos del País. En ese período se relacionó con varios de los artistas de la generación de los años 20: Pedro Flores García, Luis Garay, Ramón Gaya, Pontones, o González Moreno. En 1931 expone por primera vez en una muestra colectiva  organizada por "Los Amigos del Arte". En 1933 ingresó como alumno libre en la Escuela Superior de Bellas Artes de San Fernando de Madrid.
Al estallar la Guerra Civil, Gómez Cano es movilizado por el ejército de la República a Archena (Murcia) como dibujante en la "Escuela de Tanques". 
En 1939 realiza bocetos de decoración con su padre, para la sastrería “Garriga”, y en 1941, decoraciones sobre las vidrieras en el edificio Chys, de la calle Trapería, construido por Pedro Muguruza. Precisamente, animado por este arquitecto, se instaló en Madrid con su familia; ciudad en la que decoró la escuela de Aeromodelismo en Cuatro Vientos, en colaboración con el pintor Molina Sánchez, que por aquellas fechas también había llegado a la capital.
Madurez
En 1942 participa en el Salón de los Once, junto a Solana, Pruna, o Rafael Zabaleta. Eugenio d’Ors lo describió así en su presentación del evento: “uno de los más felices anuncios de la pintura española contemporánea”. En 1943 participa en la exposición “Autorretratos” en el Museo Nacional de Arte Moderno.  En 1944 es seleccionado para formar parte del II Salón de los Once, junto a obras de Rosario Velazco, Humbert, Benjamín Palencia, Serrano, Pruna o Eduardo Vicente. En esos años colaboró en una serie de programas dedicados al arte en Radio Nacional de España, en Madrid.  
En 1946 participa en la exposición “Autorretratos” en el Museo de Arte Moderno (su autorretrato fue adquirido por el Museo y enviado en depósito al de Bellas Artes de Murcia). En 1947 realiza su primera exposición en Bilbao, conociendo a pintores como los hermanos Antonio y Pablo Bilbao, Federico Echevarría, Ibarrola, Oteiza y al poeta Blas de Otero. En 1948 obtiene el “Premio Villacis” otorgado por la Diputación Provincial de Murcia con su cuadro Retrato de Teresa.
De 1954 a 1955 pinta La última cena y Escenas de la Pasión, en las instalaciones de las obras del Pantano del Cenajo, donde técnicos y personal de la obra prestaron sus rostros a los personajes. Para la Sala de las compuertas de fondo del pantano, en un túnel de 150 metros de profundidad pintó dos grandes murales, entre las máquinas dispuestas y aparatos hidráulicos. En 1956 participa en la Bienal de Arte de Venecia con "Escena de la Pasión". 
Recibe una beca del Ministerio de Educación Nacional, estudiando y pintando numerosos cuadros en Florencia y Venecia. Vuelve por segunda vez a Italia, y posteriormente a Francia, donde reside unos meses en París. Durante los años que transcurren desde 1959 – 1965 comparte estudios en Bilbao, Murcia y Madrid. En 1965 expone en la "Galería Quixote" de Madrid. 
Regreso a Murcia
Desde 1971 a 1980 residió, trabajó y expuso en su Murcia natal en diferentes galerías de arte. En 1981 se montó una Exposición Antológica de Gómez Cano en el Centro Cultural de la Villa de Madrid, que recopilaba buena parte de sus obras. Muere en enero de 1985.

## Documentación bibliográfica
- El Liberal de Murcia (Murcia, 9/10/1925) Pág.3
- El Tiempo (Ed. Mañana) (Murcia, 16/10/1926) Pág.1
- El Liberal de Murcia (Murcia, 15/10/1926) Pág.2
- La Verdad de Murcia (Murcia, 18/10/1928). Pág.3
- La Verdad de Murcia (Murcia, 19/10/1929) Pág.4
- La Verdad de Murcia (Murcia, 25/12/1929) Pág.2
- Abraham López, Jose Luis Antonio Oliver Belmás y las Bellas Artes en la prensa de Murcia, Ayuntamiento de Cartagena, Concejalía de Cultura, 2002. Págs. 139-140
- M.J. Aragoneses Pintura decorativa en Murcia. Siglos XIX y XX, Diputación Provincial de Murcia, Murcia, 1964. pp. 141 y 200
- Antonio Manuel Campoy Diccionario crítico del arte español contemporáneo, Colección Arte Contemporáneo, Madrid, 1973. p. 154
- Moya Huertas, Miguel. Pictografía de Gómez Cano. "La Estafeta Literaria", 25 de marzo de 1945. p. 32
- Azcoaga, E. Antonio Gómez Cano, un colorista patético, en el Catálogo de Gómez Cano, Centro Cultural de la Villa, Madrid, 1980.
- Catálogo de la exposición “Familia de pintores: Antonio Gómez Sandoval, Antonio Gómez Cano y Antonio Gómez Estrada”. C. A. Región de Murcia. Murcia 2002.
- Miró, Gabriel. Figuras de la Pasión del Señor. Madrid: Guadarrama, D.L. 1969.
- La Verdad de Murcia (Murcia, 18/8/1957) Pág.13.
- Gómez Cano en la Galería Delos, J. Ballester En: La Verdad de Murcia (Murcia, 29/12/1971) Pág. 5
- Cartas a Juan Bautista Sanz, Colección de Cartas (1970-76), Galería Zero, Murcia
- La Verdad de Murcia (Murcia, 19/1/1985). Págs. 1, 5.